# Nákladní kolo

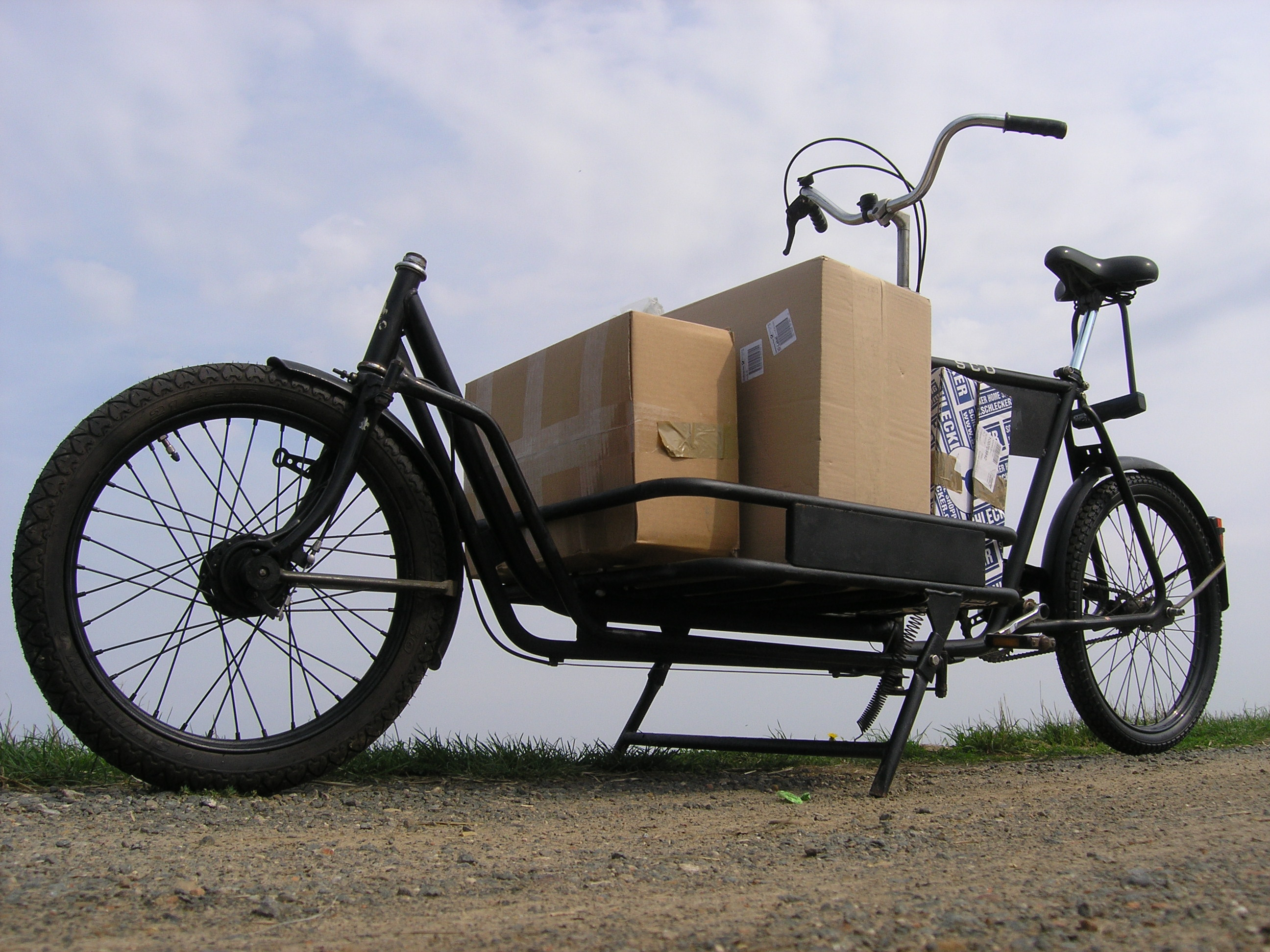
Dánské nákladní kolo pro náklady o váze až 100 kg

Nákladní kolo a nákladní tříkolka (často nazývané též cargo bike nebo cargo trike) jsou jízdní kola určená pro osobní, ale především nákladní dopravu. Nákladní kola využívali nizozemští obchodníci již ve třicátých letech.

## Využití
Používají se prakticky výhradně v rámci dopravní cyklistiky, a to zejména v zemích s tradičně rozvinutou cyklistickou dopravou jako je Nizozemsko, Dánsko nebo Německo. Dříve sloužily k rozvozu drobného zboží (pečivo, mléko, pošta) na „poslední míli“, proto byly nazývány jako butchers bike nebo bakers bike (řeznické, či pekařské kolo).

## Konstrukce
Jsou konstruována na větší zátěž než klasické kolo a kvůli nákladnímu prostoru jsou obvykle i o něco delší. Spolu s rozvojem využití elektrokol došlo také k rozšíření nákladních kol s elektromotorem, který umožňuje razantně zvyšovat jejich využitelnost i pro větší náklady a v kopcovitějším terénu. Nákladní kola bez motoru i nákladní elektrokola jsou využívána také některými přepravními službami, zejména s ohledem na naplňování plánů udržitelné mobility a přemíru automobilů v městských aglomeracích.

## Galerie

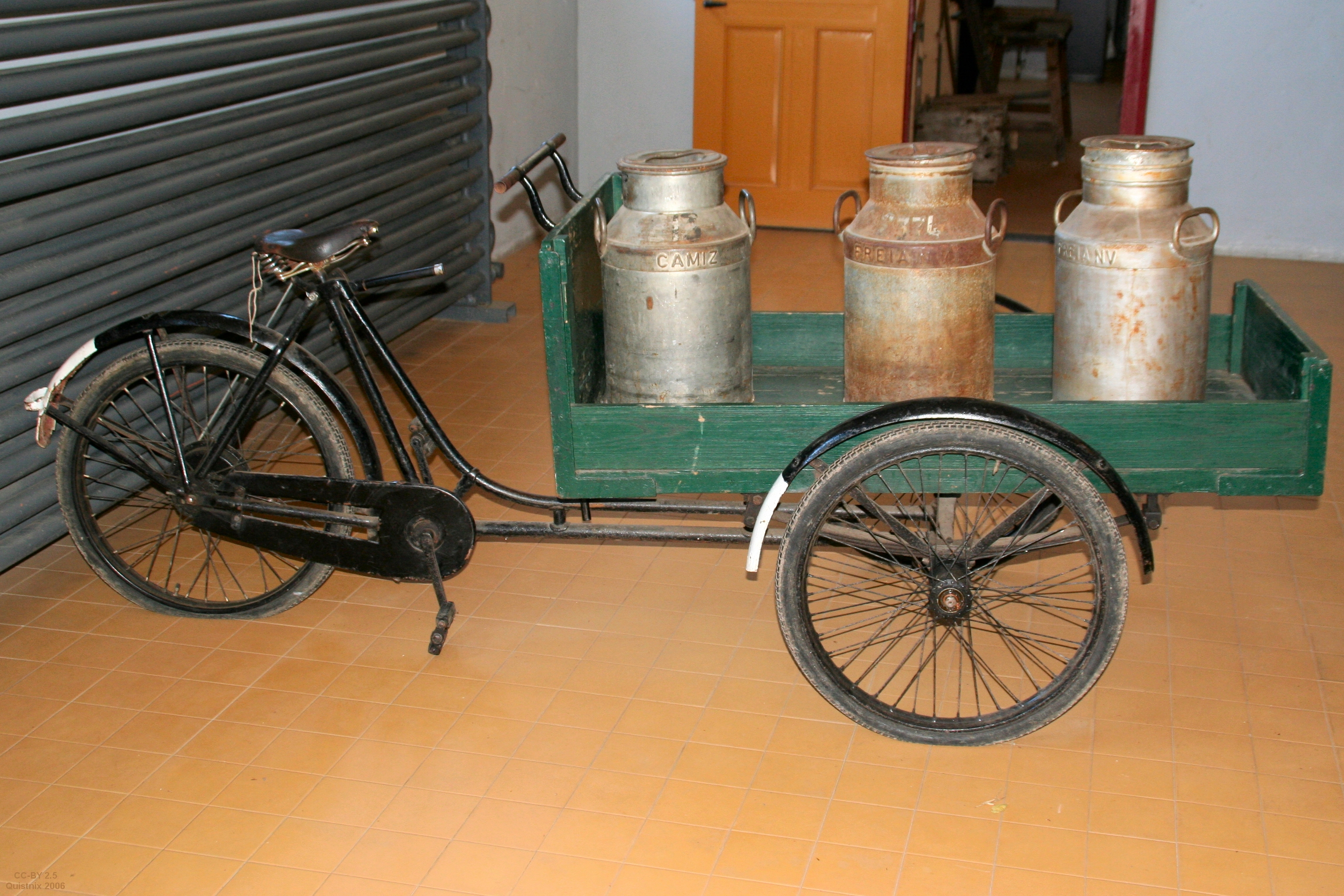
Staré holandské obchodní kolo (bakfiets)
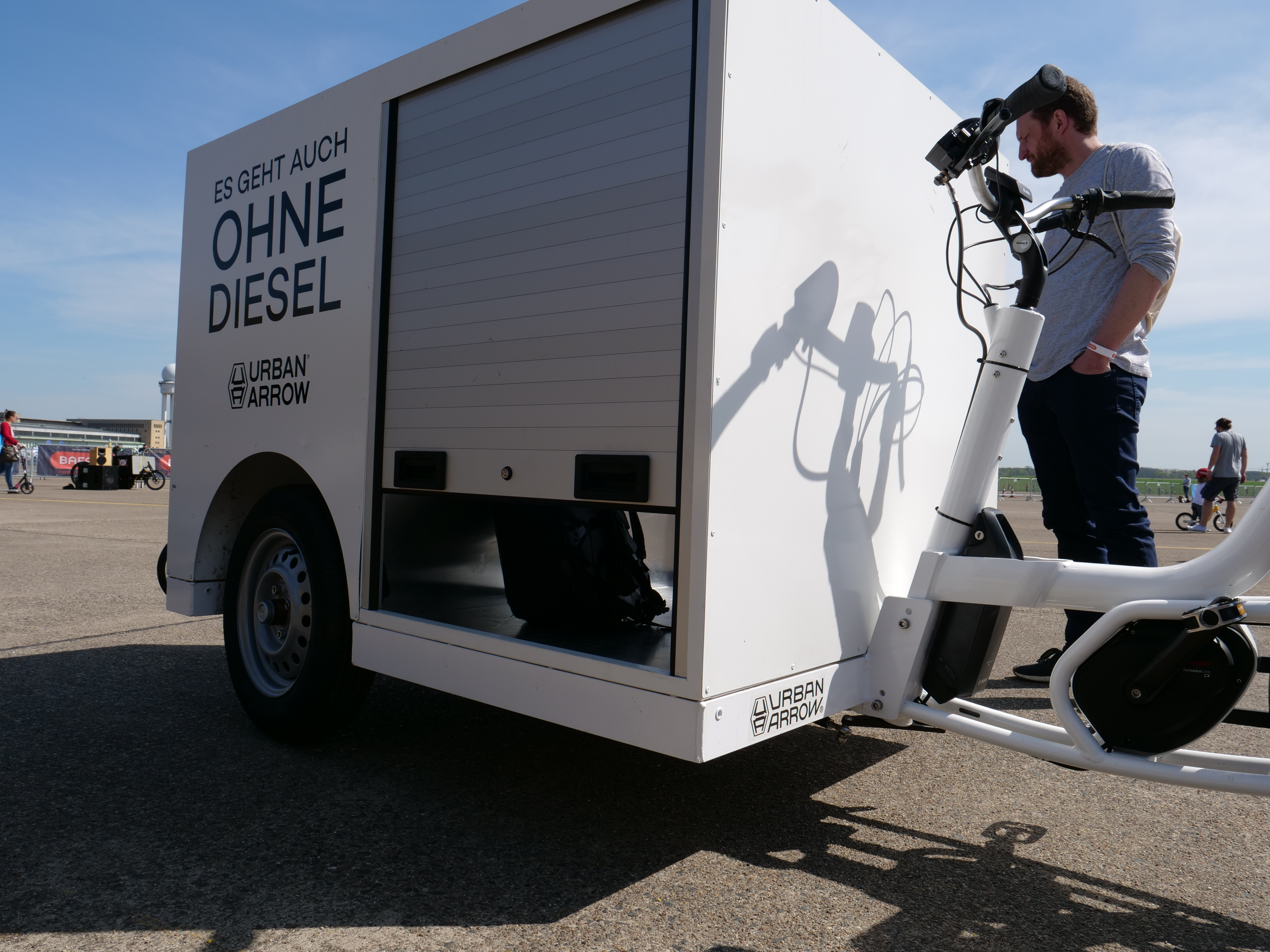
Současné nákladní kolo spediční společnosti
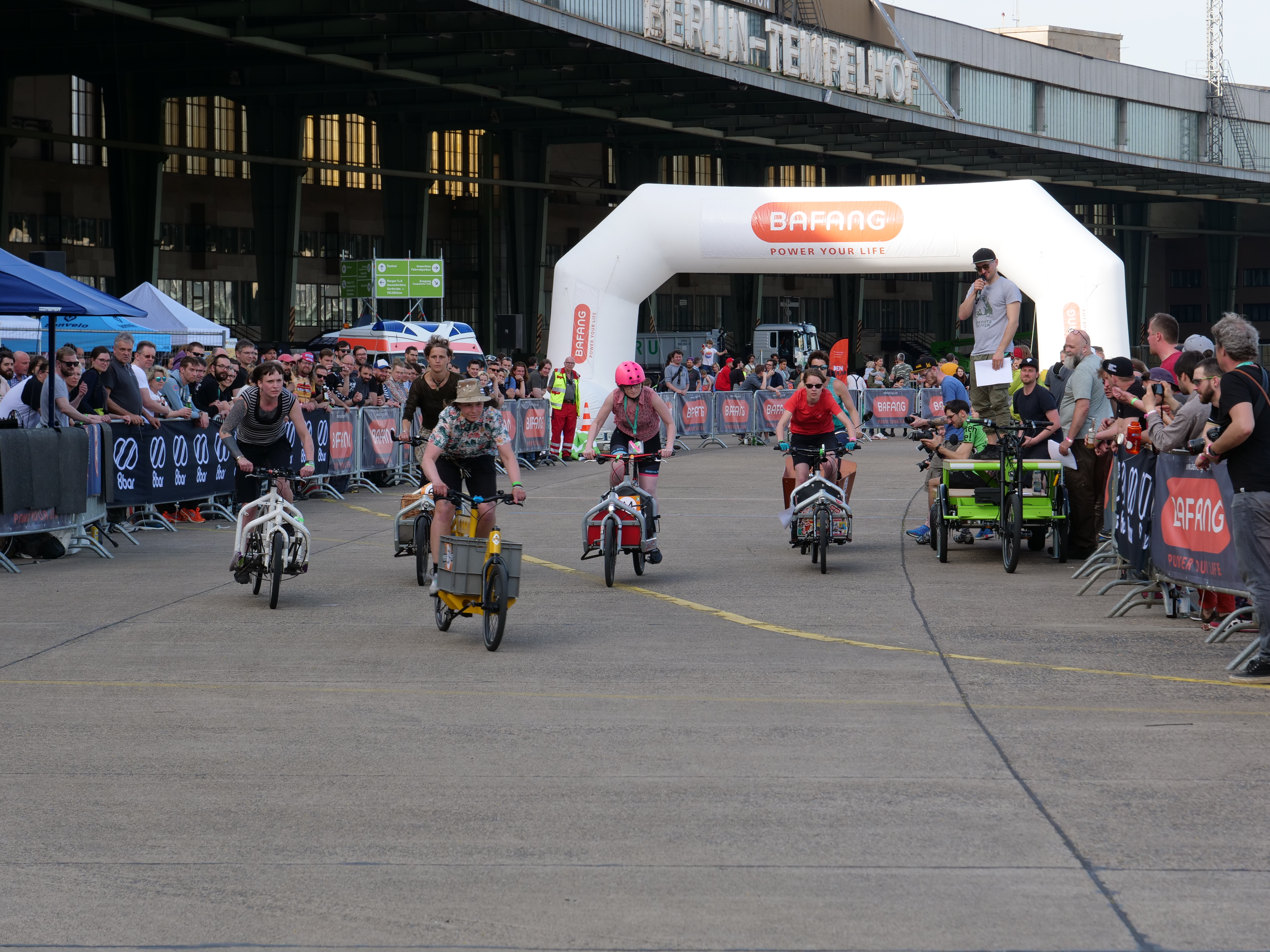
Závody cargo kol
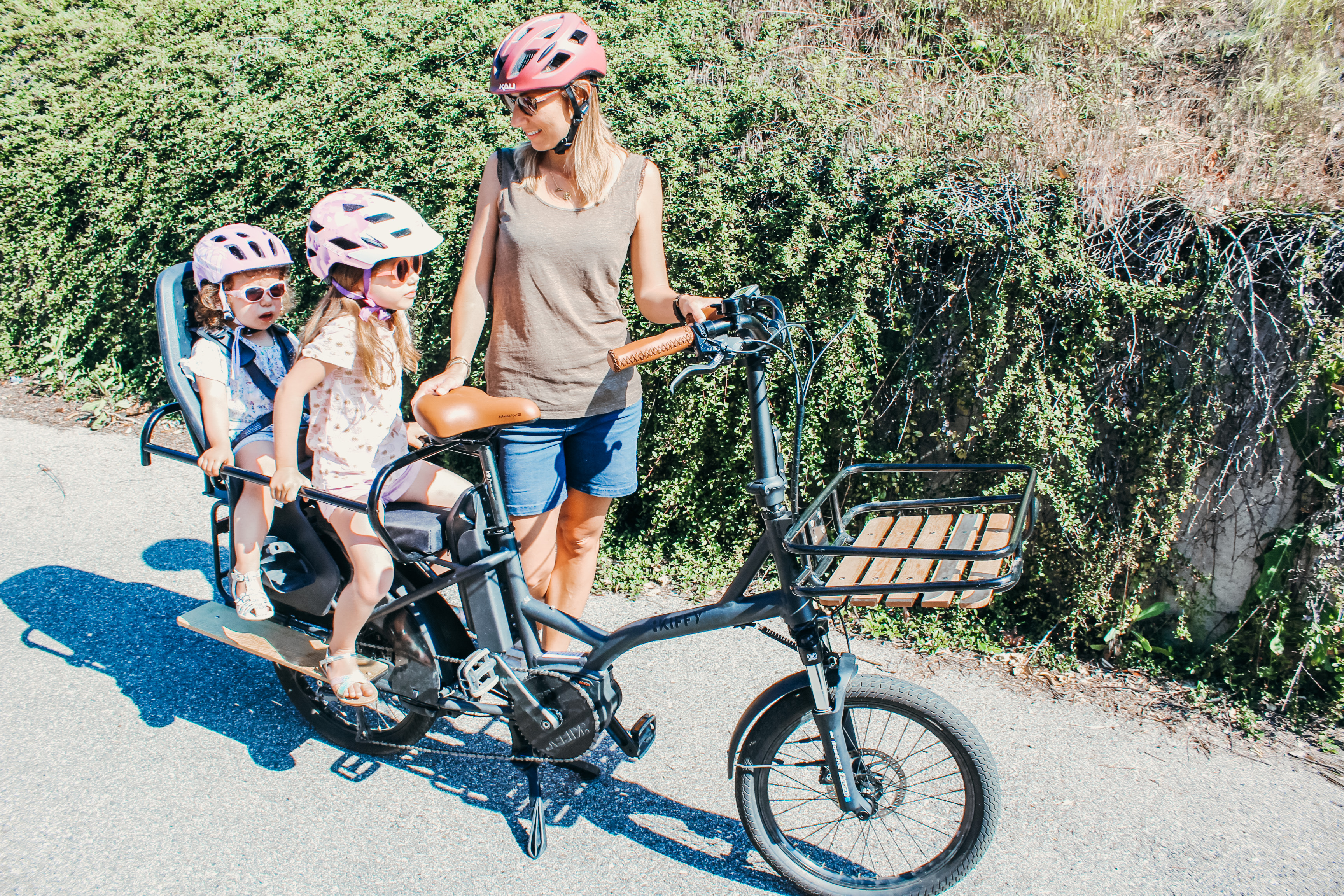
Cargo kolo pro transport dětí
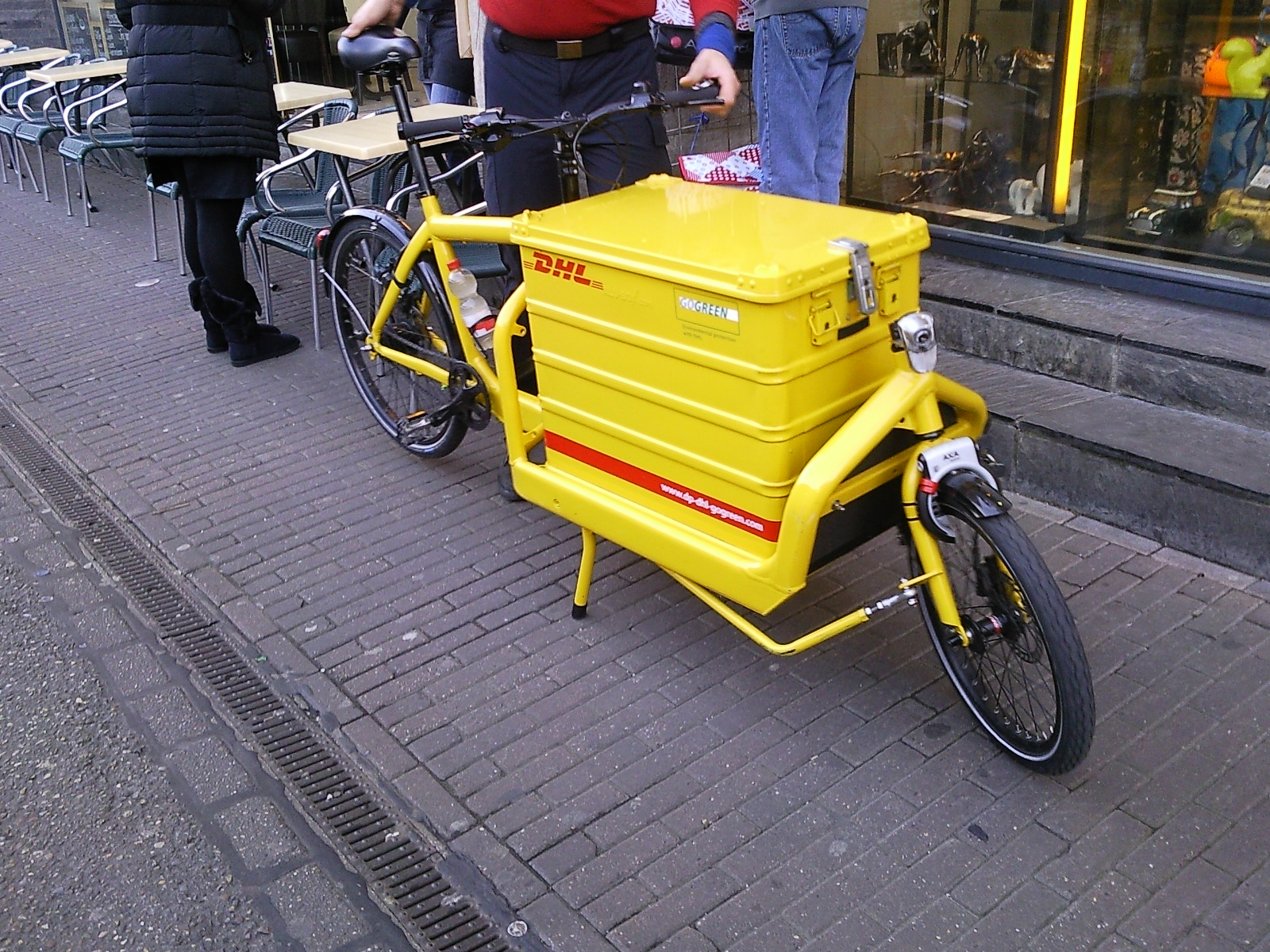
Nákladní kolo společnosti DHL v Amsterdamu